# Astropecten anacanthus
Astropecten anacanthus is een kamster uit de familie Astropectinidae.
De wetenschappelijke naam van de soort werd in 1926 gepubliceerd door Hubert Lyman Clark.